# Friedrich Wilhelm von Derschau
Friedrich Wilhelm von Derschau (* 1723 in Berlin; † 24. Oktober 1779 in Schönebeck) war ein preußischer Staatsmann unter Friedrich dem Großen.

## Leben

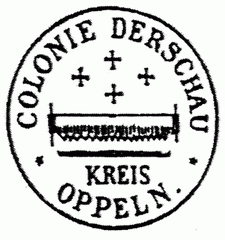
Siegel von Derschau

Friedrich Wilhelm entstammte dem preußisch-kurländischem Adelsgeschlecht Derschau. Er war zunächst preußischer Gesandter in der Schweizerischen Eidgenossenschaft und dann klevisch-märkischer Kammerpräsident, ehe er am 1. April 1769 vom König zum Wirklichen Geheimen Etats- und Kriegsrat, Vizepräsidenten und leitenden Minister des General-Oberfinanz, Kriegs- und Domänendirektoriums, Landdrost des Fürstentums Moers, Chef des Departements Kurmark, zum Generalpostmeister für das gesamte preußische Postwesen und zum Leiter aller Salzangelegenheiten ernannt wurde. Derschau war in die preußische Kolonisierungspolitik involviert und 1774 wurde die Kolonie Derschau nach ihm benannt.

## Familie
Er war mit einer Tochter von Geheimrat Schuirmann aus Cleve verheiratet. Das Paar hatte eine Tochter, bevor seine Frau 1768 in Meurs starb. Er war zu dieser Zeit in Neuchatel, um die dortigen Unruhen zu beruhigen.

## Werke
- Umständliche Nachrichten von der Nahmens Sr. Kön. Majest. in Preussen den 10., 11. und 12. Merz 1763 vollzogenen Besitznehmung der Clev-, Mörs- und Geldrischen Provinzen und von den darinn vorgegangenen feyerlichen Freudensbezeugungen über den den 15. Febr. b.J. zu Hubertusburg geschlossenen Frieden. Sitzmann, Cleve 1763 (Digitalisat)